# Odprto prvenstvo ZDA 2005
Odprto prvenstvo ZDA 2005 je teniški turnir za Grand Slam, ki je med 29. avgustom in 11. septembrom 2005 potekal v New Yorku.

## Moški posamično
Roger Federer :  Andre Agassi, 6-3 2-6 7-6 (7-1) 6-1

## Ženske posamično
Kim Clijsters :  Mary Pierce, 6-3 6-1

## Moške dvojice
Bob Bryan /  Mike Bryan :  Jonas Björkman / Maks Mirni, 6-1, 6-4

## Ženske  dvojice
Lisa Raymond /  Samantha Stosur :  Jelena Dementjeva /  Flavia Pennetta, 6-2, 5-7, 6-3

## Mešane dvojice
Daniela Hantuchová /  Mahesh Bhupathi :  Katarina Srebotnik /  Nenad Zimonjić, 6-4, 6-2